# Johan Hurtig Wagrell
Johan David Hurtig, född 12 juni 1981 i Kalmar, är en svensk modeskribent, komiker och skådespelare.
Johan Hurtig Wagrell har en bakgrund som skribent och webbredaktör på tidningen Café (2009-2015) och på Metro mode (2017). Han driver sedan 2017 aktiebolaget Dumheter & Trams tillsammans med sin före detta fru och komikerkollega, Johanna Wagrell. Tillsammans med Johanna satte han upp föreställningen Är du sur? som spelades på ett flertal orter i Sverige under hösten och vintern 2017. Hurtig vann SM i ordvitsar 2015, och har arbetat som manusförfattare för TV-programmet Parlamentet.

## Föreställningar
- 2017 - Känd från podcast [4]
- 2017 - Är du sur [5]

## Poddradioprogram
Johan Hurtig drev poddradioprogrammet Taktlöst tillsammans med komikern och artisten Anton Magnusson, mer känd som Mr Cool. Johan Hurtig är programledare för podden Rätt upp i verkligheten tillsammans med komikern Jonas Strandberg, samt för Jag orkar inte, tillsammans med Johanna Wagrell. Dessförinnan drev han det numera nedlagda programmet Förklararna.

## Skådespelare
- 2020 – Helt perfekt (TV-serie)
- 2016 - Huvudrollsinnehavare till reklamfilm för Loka[6]
- 2018 - Huvudrollsinnehavare till reklamfilm för Tele2[7]

## Författare
2024 släppte han tillsammans med Johanna Hurtig sin debutroman Fasad. 2025 släppte också det före detta paret boken Skuld. Böckerna är de två första delarna i en planerad trilogiserie kallad Fiktion. 